# Albánská Wikipedie
Albánská Wikipedie (albánsky Wikipedia shqip) je verze Wikipedie v albánštině. Byla založena 12. října 2003. Obsahuje okolo 101929 článků a pracuje pro ni 10 správců. Registrováno je zde 170569 uživatelů, z nichž je 287 aktivních. K říjnu 2024, byla v počtu článků 73. největší Wikipedie.
1. října 2024 dosáhla 100 000 článků.